# Železniško postajališče Kreplje
Železniško postajališče Kreplje je eno izmed železniških postajališč v Sloveniji, ki oskrbuje bližnje naselje Kreplje.
V Krepljah je tudi cepišče dveh krakov Bohinjske proge: prvotnega kraka proti Opčinam in Trstu ter leta 1948 zgrajenega kraka proti Sežani.